# Alberto Giacometti

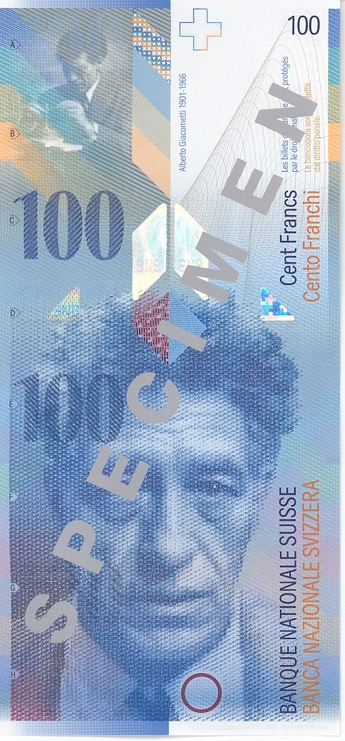
Giacometti arcképe egy 1996-ban készített svájci bankjegyutánzaton.

Alberto Giacometti (Stampa, 1901. október 10. – Chur, 1966. január 11.) svájci születésű szobrász, a nagyközönség számára a „pálcika szobrokról” ismert.

## Élete, munkássága
Giacometti 1901-ben született Stampában, Graubünden kantonban, az olasz határhoz közel fekvő pici faluban, magas hegyek között, St. Moritz-tól 30 kilométerre. Apja, Giovanni Giacometti festőművész volt, neves képzőművészek barátja, a velencei biennálék állandó résztvevője, anyja Anna Stampa. Két öccse volt, Diego ugyanúgy szobrász lett, mint Alberto, Bruno pedig építész. Alberto Giacometti az iskoláit helyben és Genfben végezte, az École des Beaux-Arts-ban és az École des Arts et Métiers-ben képzőművészetet tanult. 1920-ban elkísérte apját a XII. velencei biennáléra, majd Olaszországban maradt. Végiglátogatta a régi korok művészetét őrző helyeket, múzeumokat. Velencében Tintoretto, Padovában Giotto, Assisiben Cimabue bűvölte el. Nápolyi utazása során megnézte Pompeiit, ellátogatott Paestumba, de megismerkedett az etruszk művészettel is. Ez utóbbi fontos momentum volt művészi életében, ha akkor rögtön nem volt is nyilvánvaló (számára sem); évtizedekkel később viszont nem nehéz felfedezni az érett művész stílusa és a vékony, öntött etruszk szobrok közötti hasonlóságot. 1922-ben Párizsba utazott, ahol Archipenko, később Bourdelle tanítványa lett. Rajzolt, mintázott. Ebben az időszakban készült alkotásai tüntetően realisztikusak, valósághűek (ne felejtsük, ekkoriban hódított az absztrakt és a dadaista művészet).
1925-ben öccsével, Diegóval együtt közös műtermet nyitott Párizsban, a Rue Froidevaux-n. Szobrok, vázák, lámpák, dísztárgyak kerültek ki a műhelyükből – a megélhetés jegyében. Szakított a realizmussal, szándékosan kerülte a modell utáni mintázást, alkotásai kubista jellegűek lettek. Ebben az évben volt első kiállítása – különösebb visszhang nélkül.
1927-ben kezdte „önálló” művészi életét: saját műtermet nyitott a Rue Hippolyte-Maindronon, ez lett a műterme élete végéig, mindössze 1942 és 1945 között volt távol a francia fővárostól. A párizsi értelmiség kávéházaiba járt, megismerkedett a korszak jelentős irodalmáraival, filozófusaival, művészeivel. Néhány név a jeles listáról: Jean-Paul Sartre, Christian Zervos, Tristan Tzara, Paul Éluard, Salvador Dalí, Max Ernst, Jaques Prévert, André Breton. Lassan túllépett a kubizmuson, kísérletezett, kisméretű szobrokat készített, „haszontalan tákolmányokat” (ő nevezte így), amelyeket gyakran kis „kalitkába”, keretbe helyezett, majd kidobálta az ablakon. Némelyiket lelkes gyűjtők mentették meg. Barátai hatására egyre inkább szürrealisztikus jellegű alkotásokat készített, ezek között vannak az említett ketrecbe applikált szobrok, de elsőként próbálkozott a mobilszobrok készítésével is. Szürrealista és dadaista kiállításokon szerepelt (New York, Luzern, London, Párizs). 1935-től kezdve nagyjából 1940-ig modell, természet után mintázott, kis időre felhagyott a rajzzal és a festéssel a szobrászati tanulmányok miatt.
Gacomettit 1938-ban autóbaleset érte, és az operáció ellenére is sánta maradt. Élete végéig fájdalmaktól szenvedett és ortopéd cipőt volt kénytelen viselni. 1942-ben elhagyta Párizst, és 1945-ig a genfi Hôtel de Rive-ben lakott. A ’40-es években kezdtek megnyúlni szobrai, méretük is egyre nagyobb lett, és kezdtek hasonlóvá válni az ifjúkorában megismert etruszk bronzszobrokhoz, kidolgozottságukban durva, rücskös felületet használt (Nagy figura, 1947, Három lépő férfi, 1949, A szekér, 1950). Utóbbi szobor az egyik legismertebb, emblematikusnak mondható műve, amely gyakran szerepel kiadványok, albumok címlapján is. Magánéletében is változás történt: 1949-ben megnősült, felesége a genfi évek alatt megismert, húszas éveiben járó Annette Arm volt. Giacometti megtalálta azt a stílust, azt a kifejezési formát, amit egész addigi életében keresett. Új művészete sikert aratott a kiállítótermekben is, évente rendeztek műveiből nagy kiállításokat (New York, Bázel, Párizs, Berlin, Velence, London stb.). Megkapta a Guggenheim- és a Carnegie-alapítvány nagydíjait, 1964-ben elnyerte a XXXI. velencei biennálé nagydíját. Betegsége ellenére sokat utazott, sokszor felügyelte a kiállításait. 1963-ban kiderült, hogy rákja van, 1964-ben meghalt az anyja. Betegsége miatt folyamatosan romlott az állapota, vészesen fogyott, és 1966. január 11-én meghalt a kórházban. Január 15-én szülőfalujában, Stampában temették el, sírjánál a helyi kórus énekelt.